# 麻雀の点

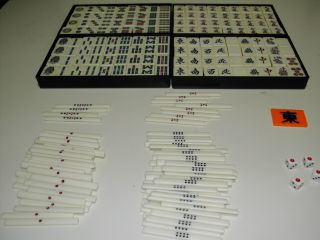
麻雀用具一式に含まれる点棒

麻雀の点（マージャンのてん）では日本で幅広く使用されている麻雀の点のやりとりについて概説する。
麻雀では、点を最大化することがゲームの目標となる。最も重要なのは和了のときにやりとりされる和了点であり、「高い手」で和了ることが主な目標になる。だが、他にも点をやりとりする時がいくつかある。
以下、それら和了点以外の点棒のやり取りについて順に解説する。

## 点棒

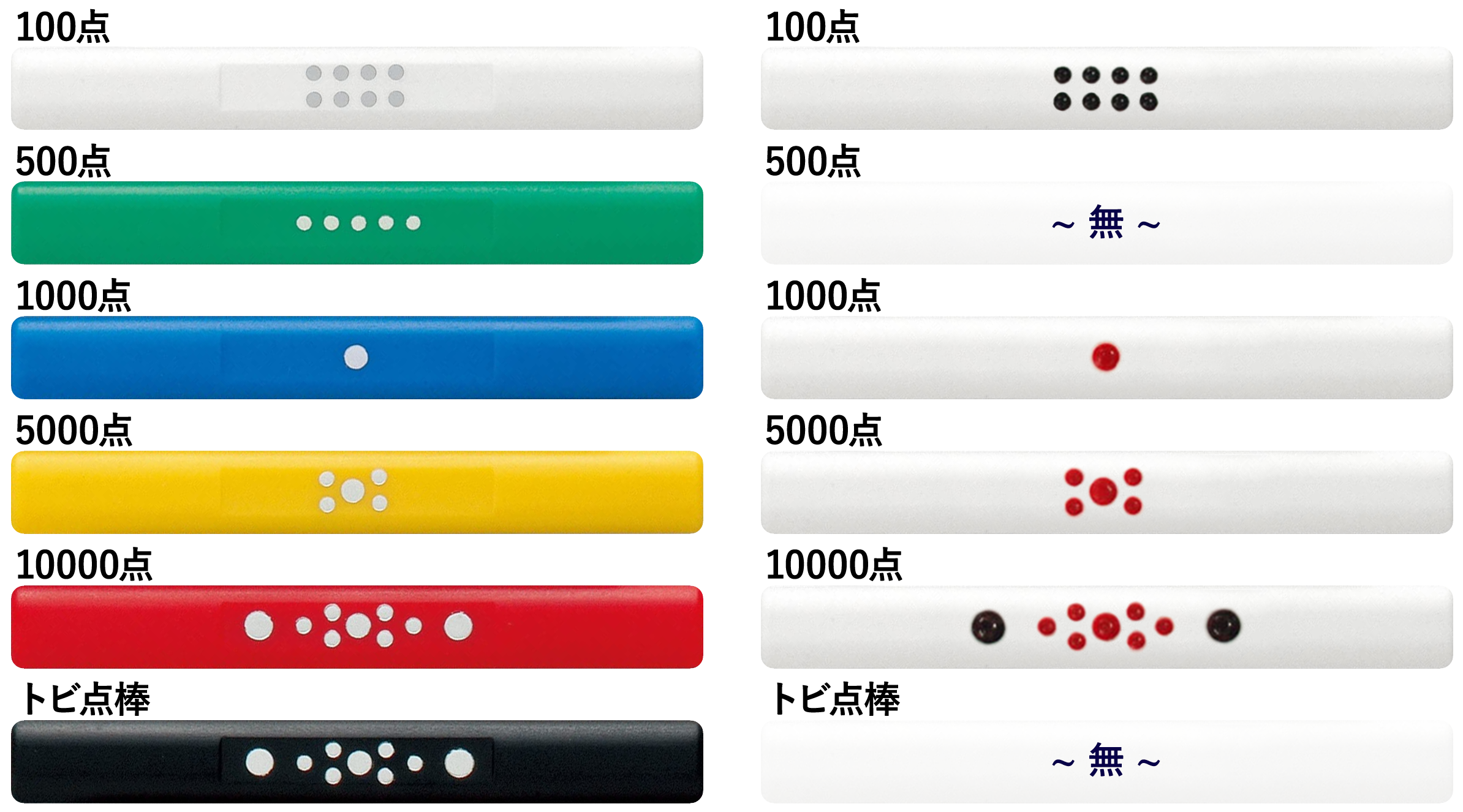
右は一般点棒、左は全自動卓用

ゲーム中の各プレイヤーの持ち点は、点棒を使って記録される。
最小点数の点棒は100点棒で、他の点棒も100点の倍数なので100点未満の端数は表せない。そのため、麻雀でやりとりされる点は全て100点の倍数である。数種類の点数が用意されている。
- 万点棒 - 1本につき1万点。5個の赤点（5000点棒）の両脇に2つずつの黒点という、最も複雑な意匠である。最も高額な点棒であり初期状態では1人あたり1本しか配分されないことから、「連隊旗」とも呼ばれている。通常は1セット4本。
- 5000点棒 - 1本につき5000点。5個の赤点の意匠。通常は1セット8本。
- 1000点棒 - 1本につき1000点。1個の赤点の意匠。立直の際はこれを場に供託する。通常は1セット36本。
- （500点棒 - 標準的なセットにはない。やりとりをスムーズにするために用いられることもある。）
- 100点棒 - 1本につき100点。8個の黒点の意匠。連荘の際などに本場数を表す積み符としても用いられる。シバ棒ともいう。通常は1セット40本。

和了点の計算途中ではしばしば端数が出るが、最終的には100点単位に切り上げられる。
点の支払い時に、点は足りているが必要な点棒がない（1000点を払わなければならないが5000点棒しかないなど）ときは、両替やお釣りがなされる。
点棒は便利ではあるがゲーム性には影響しておらず、点棒を使わなければならない必然性はない。ネット麻雀やコンピュータ麻雀では、点数のみが表示されることが多い。
半荘終了後の点のやり取りは、点棒は動かさず計算だけで済ませることが多い。

## 点の基準

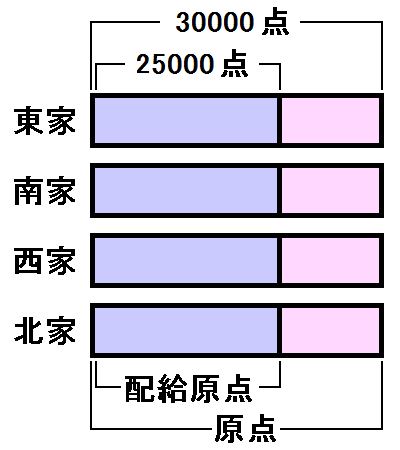
原点と配給原点の違い。この図は最も一般的な「2万5000点持ちの3万返し」の図である。また、ピンクの合計がオカとしてトップ者に支払われる。

点の基準には、半荘開始時の持ち点である配給原点と半荘終了時の成績評価に使う原点とがある。最も一般的には配給原点2万5000点、原点3万点とする。これを「2万5000点持ちの3万点返し」という（右図）。
このほかにルール上意味を持つ点数としては、0点以下（箱）がある。

### 配給原点
配給原点（はいきゅうげんてん）は、半荘開始時に各プレイヤーに支給される点数である。配原（はいげん）と略すこともある。
原点の点数には、以下のようなケースがある。
- 20000点持ち - 東風戦の場合などで2万点持ちにすることがある。
- 25000点持ち - 最も一般的。
- 26000点持ち - 関西地方の完先ルールなど。
- 27000点持ち - オンライン麻雀の東風荘[1]、初期のコンピューターゲームの二人打ち麻雀など。

- 30000点持ち - オカなしの場合や、競技ルールで遊ぶ場合など。
- 35000点持ち - ネット麻雀においての三人麻雀など。

この他、1970年代には28000点持ちという過渡的なルールもあったようである。

### 原点
半荘の成績として最終的に記録されるのは点数そのものではなく、点数から原点を引き1000で割った値（ポイント、スコアなどと呼ばれる）である。つまり原点を上回っていればプラス、原点を下回っていればマイナスである。
100点単位は切り上げ、切り捨て、四捨五入、五捨六入などの方法により端数処理する。たとえば最終的な持ち点が1万9800点のプレイヤーは五捨六入の場合は2万点となり、原点が3万点ならマイナス10ポイントとなる。競技麻雀のプロ団体やリーグ戦などにおいては端数処理しない。
原点の点数は、四人麻雀では3万点返し（原点3万点）が一般的である。各プレイヤーの点数の合計は12万点である。なお三人麻雀では4万点返しが一般的で、合計点数は同じく12万点である。
全プレイヤーの合計ポイントはゼロと決まっている。つまり、麻雀はゼロサムゲームである。ただし原点が配給原点より多い場合、半荘終了時の合計ポイントは0にならない。たとえば2万5000点持ちの3万点返しなら、マイナス20（2万点相当）になる。これを調整するのがオカで、1位の者に2万点が与えられる。
半荘を終了した時点でどのプレイヤーも原点を超えていない場合、ルールによっては西入してゲームを続行することがある。

### 箱
箱（ハコ）とは元来は点棒を入れるための箱のことだが、点数集計においては持ち点が0かマイナス（0は含めないこともある）となり箱の中に点棒がなくなった状態のことをいう。ハコテン・トビ・ドボンなどともいう。なお、半荘開始時に配給原点をもらっているので、箱はプラマイゼロではなく大負けした状態である。
誰かが箱になった場合、その時点で半荘終了とするルールとそのまま続行するルールとがある。

## 点のやり取り
半荘（1ゲーム）を通した点のやりとりを説明する。

### 半荘開始時

#### 配給
各プレイヤーに配給原点が配られる。

### 局中

#### 和了
誰かが和了ると、その時点で和了ったプレイヤーは点を受け取り、局は終了する。
誰が支払うかはロン和了かツモ和了かで異なる。ロン和了の場合は放銃者（ロン牌を振り込んだ者）が全額（親のロン和了は基本点×6、子のロン和了は基本点×4）支払う。親のツモ和了は基本点×2を子3名がそれぞれ支払い、子のツモ和了は親が基本点×2を、子2名がそれぞれ基本点×1を支払う。
ツモ和了でも、ある条件では1人のプレイヤーが全ての点を払う責任払いのルールが採用されることもある。

#### 供託
供託（きょうたく）とは、局の途中で卓に1000点棒を出すことである。
主に行われるのは、立直時の供託で、このとき供託する点棒を立直棒（リーチぼう）と呼ぶ。他に、誤チー・誤ポンの際に供託することもある。
供託点は、その局に和了った者が得る。ただし流局した場合は次の局にそのまま持ち越される。
最後の局で流局した場合、持ち越せないので、
1. トップ者の総取り
2. 最後の親の総取り
3. 元の供託者へ返却
4. 無かったものとして計算しない

のいずれかで処理する。

#### 罰符
局の続行が不可能な程度の重い反則をした場合、反則者が他の3人に罰符（ばっぷ）またはチョンボ料を払い局は終了する。
通常、満貫の摸和和了と同じ点を支払う満貫払いとする。つまり、親なら計12000点を3人に4000点ずつ支払う。子なら計8000点を、親に4000点、子2人に2000点ずつ支払う。
局の続行が可能な程度の軽度の反則なら、罰符はなく、和了放棄（反則者がその局で和了る権利を放棄する）のみで局を続行させる。

#### 不聴罰符
| 聴牌：○ 不聴：● | ●1人の支払い | ○1人の受け取り |
| --------------- | ------------ | -------------- |
| ○○○○            | -            | 00点           |
| ●○○○            | 3000点       | 1000点         |
| ●●○○            | 1500点       | 1500点         |
| ●●●○            | 1000点       | 3000点         |
| ●●●●            | 00点         | -              |

流局（和了以外で局が終了すること）しテンパイしていた者とノーテンだった者（テンパイしていない者）がいた場合、ノーテンの者がテンパイしていた者に不聴罰符（ノーテンばっぷ）を支払う。表のように、全員がノーテン・または全員がテンパイの場合は、ノーテン罰符のやり取りは発生しない。
ノーテン罰符は、常に計3000点である。3000点をノーテンの者が等分して払い、その3000点をテンパイしていた者が等分して受け取る。和了点のような親か子での違いはない。そのため、流局時にノーテン者1人 (3人)とテンパイ者3人 (1人)の組合せではノーテン者とテンパイ者の間に (±1000-(∓3000)=)4000点の差が流局時に生じる一方、ノーテン・テンパイ各2名の場合では (±1500-(∓1500)=)3000点の差しか生じない。
テンパイしていることは手牌を見せて証明する。リアルの麻雀ではテンパイ / ノーテンは宣言行為であり、手牌を開けて宣言しなければテンパイは認められない。なお、手牌を見せたくない者やノーテン親流れの形で半荘を終了させたい者は、手牌を見せずにノーテンを宣言することができる。
事実上「テンパイはしているが、和了が見込めない」手牌の形で流局する事があり、これは形式聴牌と呼ばれる（通常は、ノーテン罰符を免れる）。一方、オンライン麻雀では流局時の諸々は自動化されており、プレイヤーがテンパイ / ノーテンの選択をすることはできない（テンパイの形になっていれば自動的にテンパイとみなされ、テンパイしてはいるがノーテンを宣言するといったことはできない）。また、テンパイ形だがアガリ牌が残っていない空テンパイ（河底でツモれないのが分かっている）の場合、ルールによって形式聴牌とみなす場合とみなされない場合とで分かれる。
ノーテン罰符は1970年代頃から導入されたといわれている。

### 半荘終了時
一般的な麻雀では最後の局が終了した後、最終持ち点の多寡によって一定の点のやりとりが行われる。4位と3位の者から1位と2位の者に支払われるのが順位ウマ、それとは別にトップ者が総取りするのがオカである。順位ウマは単に「ウマ」とだけ呼ばれることも多く、この2つをオカウマまたはウマオカと総称する。ウマとオカの合計がその半荘の最終的な結果となる。ただし、これら半荘終了後のやりとりをまったく行わないルールや、オカは設定されているが順位ウマのやりとりは行わないというルールもある。
オカとウマ（順位ウマ）では順位変動は起こらないので、順位のみが問題となる場合はこれらはあってもなくても関係ない。

#### オカ
多くのルールでは、配給原点は原点より下に設定されている。その場合、配給原点と原点の差額はオカとして1試合ごとの優勝者に与えられる。いわゆるトップ賞である。漢字では「丘」もしくは「陸符」と書く。
具体的には、2万5000点持ちの3万点返しの場合は、配給原点の合計が10万点となり原点の合計12万点との間には2万点の差額が生じる。この差額がオカである。なお、2万7000点持ちならばオカは1万2000点・3万点持ちならばオカはゼロである。
特殊なルールでは、3万点を超える配給原点が設定される場合もある。たとえば3万5000点持ちの3万点返しの場合、原点と配給原点の差額の2万点は、マイナスのオカとして最下位のプレイヤーが支払うことで差を埋めることになる。
オカは戦後になってから導入されたものであり、「吟味」という同様のルールが存在していた花札から持ち込まれたものと考えられる。

#### ウマ
前述の通り、単にウマと言えば順位ウマのことを指す。順位ウマが設定されているルールでは、4位の者が1位の者に・3位の者が2位の者に、それぞれ一定の点を支払う。順位ウマの額面は、一般的には下表のように設定されている。
| 通称  | 通称       | 3位→2位 | 4位→1位 |
| ----- | ---------- | ------- | ------- |
| 5-10  | ゴットー   | 5000点  | 1万点   |
| 10-20 | ワンツー   | 1万点   | 2万点   |
| 10-30 | ワンスリー | 1万点   | 3万点   |
| 20-30 | ツースリー | 2万点   | 3万点   |
どれにするかは決め次第だが、オンライン麻雀をはじめフリー雀荘などでも、10-20もしくは10-30にすることが多いようである。
なお、ウマには順位ウマの他にもさまざまな種類のウマがある。差しウマなどが代表例だが、これは特定の2者間で行われるウマである。また、古い慣習や地方のルールでは順位ウマのかわりに沈みウマというウマを設定していることもある。

#### 焼き鳥
オカとウマのほかに、焼き鳥（ヤキトリ）と呼ばれるペナルティのやり取りを行うルールもある。これは、半荘の間に一度も和了できなかったプレイヤーが、半荘終了時に一定のペナルティを支払うルールである。
全員が和了すれば、ペナルティの適用者はいなくなる。この場合、改めてもう一度和了しないとペナルティを受ける「焼き直し」（「焼いた鳥が蘇る」ことから「フェニックス」と呼ぶ地方もある）というルールも存在する。
最終局でロン和了によって焼き鳥が解消された場合、放銃者に同等のペナルティが課せられることもある。これを、焼き豚という。
焼き鳥と外ウマを同時に採用する場合、外ウマの対象となったプレイヤーがペナルティを受ける場合には外ウマに乗った見学者も同様のペナルティを受ける。